# Gretna (Nebraska)
Gretna è una città della contea di Sarpy, Nebraska, Stati Uniti. La popolazione era di 4.441 abitanti al censimento del 2010.

## Geografia fisica
Secondo lo United States Census Bureau, ha un'area totale di 2,10 mi² (5,44 km²).

## Storia
Gretna iniziò ad esistere poco dopo che la Burlington Railroad costruì una breve linea tra Omaha e Ashland nell'estate del 1886. L'avvento del villaggio di Gretna su questa nuova linea ferroviaria era lo spunto per l'uscita del vicino trading post di Forest City, che esisteva dal 1856. Ai suoi tempi, Forest City, situata a 2,5 miglia a sud-ovest di dove ora sorge Gretna, era un luogo fiorente e occupato, ma era condannato dalla strada ferrata che lo attraversava. L'unico cartello che esiste oggi per mostrare il sito della vecchia Forest City è il cimitero (Santo Sepolcro) che si trova un po' a est di quello che era il centro di attività dell'insediamento. I nomi che erano prominenti agli inizi di Forest City erano le famiglie di William Langdon, John Thomas e John Conner.
La Lincoln Land Company, riconoscendo il potenziale del sito, mappò e pianificò il sito di Gretna nel 1887. Il villaggio fu incorporato il 10 luglio 1889. Il nome deriva da Gretna Green, una località della Scozia, da dove provenivano i primi coloni della contea.

## Società

### Evoluzione demografica
Secondo il censimento del 2010, la popolazione era di 4.441 abitanti.

### Etnie e minoranze straniere
Secondo il censimento del 2010, la composizione etnica della città era formata dal 97,4% di bianchi, lo 0,6% di afroamericani, lo 0,1% di nativi americani, lo 0,5% di asiatici, lo 0,0% di oceanici, lo 0,3% di altre razze, e l'1,1% di due o più etnie. Ispanici o latinos di qualunque razza erano l'1,6% della popolazione.